# بتانی ماتک-ساندز
بتانی ماتک-ساندز (انگلیسی: Bethanie Mattek-Sands؛ زادهٔ ۲۳ مارس ۱۹۸۵) یک تنیس‌باز اهل ایالات متحده آمریکا است.